# Elettrorotazione
L'elettrorotazione (ROT) è il movimento circolare di una particella polarizzata elettricamente. Simile alla rotazione del rotore di un motore elettrico, può manifestarsi quando sussiste un ritardo di fase tra il campo rotante applicato e i rispettivi processi di rilassamento dei materiali, fornendo uno strumento che permette di studiare i modelli che meglio descrivono questo comportamento e i relativi parametri.
Il metodo è molto diffuso nella biologia cellulare, visto che permette di misurare proprietà fisiche come la conduttività e la permittività elettrica dei compartimenti cellulari e del loro contenitore, la membrana cellulare.

## Misura della elettrorotazione

### Metodo manuale
Il metodo, introdotto da A. Zimmerman nel 1988 , è basato sull'osservazione della cellula immersa in una camera di elettrorotazione costituita da 4 elettrodi piani, con contorni arrotondati, posti a 90' l'uno dall'altro. Il campo elettrico rotante è generato da segnali sinusoidali in quadratura, con fasi angolari 0', 90', 180', 270' ciascuno connesso ad uno dei 4 elettrodi che circondano la cellula. Per ogni valore di ampiezza e frequenza del campo applicato, viene misurata la velocità angolare media della cellula in esame, osservata tramite microscopio ottico  a luce trasmessa. La velocità angolare media viene calcolata tramite un cronometro azionato dall'osservatore che misura il tempo di rotazione della cellula di almeno 1 giro, operando più misure e calcolandone il valor medio.

### Metodo automatizzato
L'elettrorotazione automatizzata, introdotta da G. De Gasperis et al. nel 1998, è basata sull'utilizzo combinato di campo elettrico e Optical tweezers per ottenere una trappola dielettroforetica stabile per la cellula in esame,  e un sistema di microvisione artificiale tramite una telecamera che osserva l'immagine del microscopio ottico per analisi cellulare. Il segnale video viene elaborato da una scheda di acquisizione/elaborazione in tempo reale del video della cellula rotante in un PC, dove un algoritmo di stima dinamica calcola la velocità media di rotazione della cellula. Lo stesso PC può azionare il cambio di frequenza ed intensità del generatore del campo elettrico rotante e può quindi registrare in un grafico, in tempo reale, il valore della velocità angolare media della cellulare in funzione della frequenza, operando una misura di spettrografia elettrorotazionale automatica.